# 卑爾根要塞

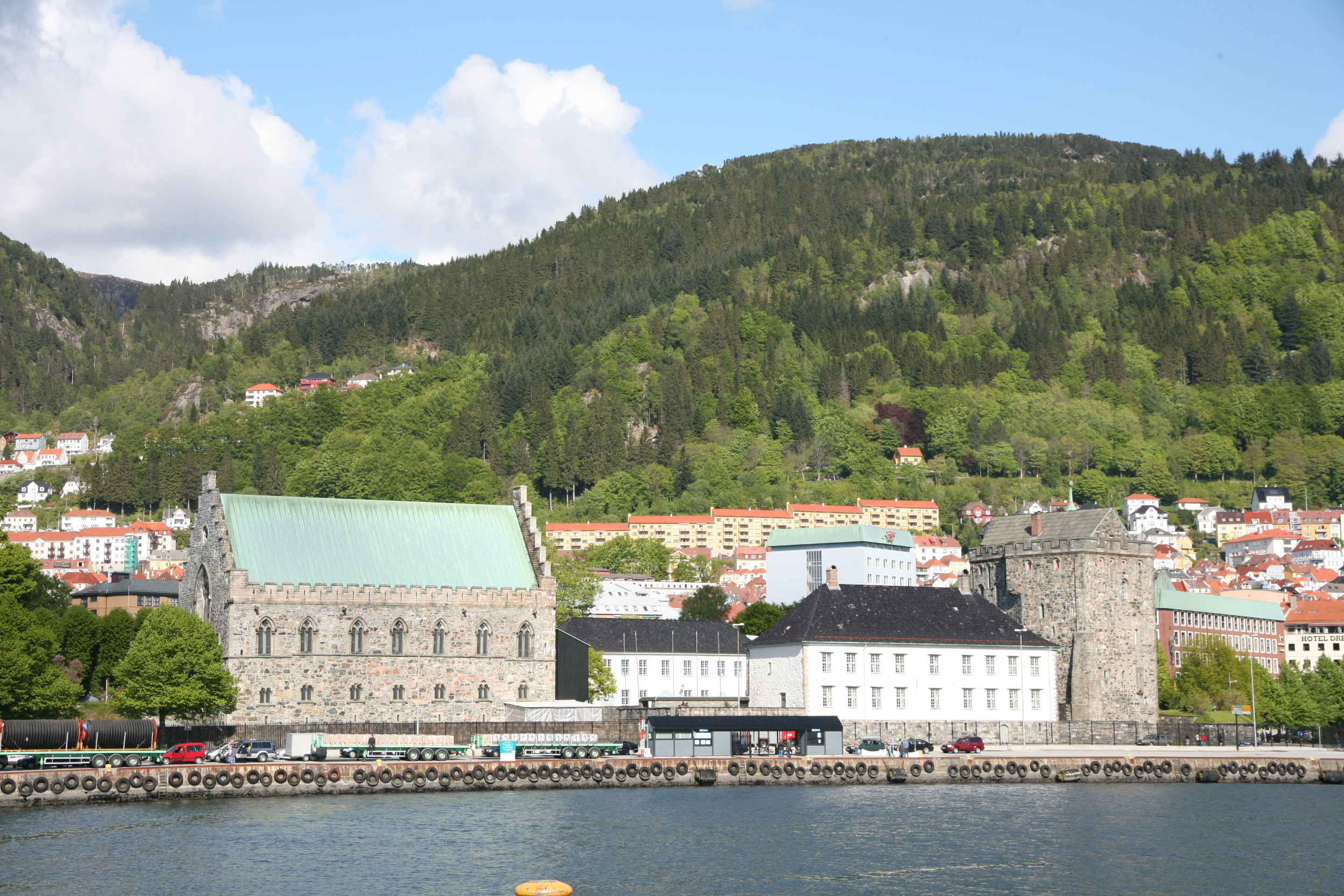

卑爾根要塞（挪威語：Bergenhus festning）是挪威城市卑爾根的一處要塞建築，位於卑爾根港的入口處。卑爾根要塞是挪威歷史最古老和保存狀況最好的要塞建築之一。卑爾根要塞的歷史可以追溯至1240年代晚期，現在的要塞建築則是在二戰之後重建。